# 锰酸锂
锰酸锂是一种无机化合物，化学式为Li2MnO4，其中锰为+6价。

## 制备
锰酸锂可以由高锰酸锂的热分解得到：
2 LiMnO4 → Li2MnO4 + MnO2 + O2↑